# Свентайно (гміна, Щиценський повіт)
Гміна Свентайно (пол. Gmina Świętajno) — сільська гміна у північній Польщі. Належить до Щиценського повіту Вармінсько-Мазурського воєводства.
Станом на 31 грудня 2011 у гміні проживало 6138 осіб.

## Територія
Згідно з даними за 2007 рік площа гміни становила 279.78 км², у тому числі:
- орні землі: 27.00%
- ліси: 63.00%

Таким чином, площа гміни становить 14.47% площі повіту.

## Населення
Станом на 31 грудня 2011:
| Опис     | Загалом | Загалом | Чоловіки | Чоловіки | Жінки | Жінки |
| -------- | ------- | ------- | -------- | -------- | ----- | ----- |
| одиниця  | осіб    | %       | осіб     | %        | осіб  | %     |
| все      | 6138    | 100     | 3101     | 50.52    | 3037  | 49.48 |
| міське   | 0       | 100     | 0        |          | 0     |       |
| сільське | 6138    | 100     | 3101     | 50.52    | 3037  | 49.48 |

## Сусідні гміни
Гміна Свентайно межує з такими гмінами: Дзьвежути, Пецкі, Розоґі, Руцяне-Нида, Щитно.